# Csankó Zoltán
Csankó Zoltán (Szolnok, 1962. május 29. –) Jászai Mari-díjas magyar színész, szinkronszínész.

## Élete
A szolnoki Verseghy Ferenc Gimnáziumban érettségizett. 1983-ban kezdte meg tanulmányait a Színház- és Filmművészeti Főiskolán, ahol 1987-ben végzett Marton László osztályában. A főiskola elvégzése után az Arany János Színházhoz szerződött, majd 1992-ben a Radnóti Miklós Színház tagja lett. 2004–2009 között  a Nemzeti Színház társulatának tagja, ahonnan Alföldi Róbert bocsátotta el. 2009-től 2025-ig a Győri Nemzeti Színház tagja volt. 2025-től a Magyar Színház társulatát erősíti. Emellett olykor el-elvállal vendégszerepeket is. Néhány évig Bálint András tanársegédjeként művészi beszédet oktatott a Színház- és Filmművészeti Egyetemen.
Színpadi szerepei mellett gyakran szinkronizál, az egyik legismertebb és legtöbbet foglalkoztatott szinkronhang. A gyerekek között is széles körű ismertséget biztosított számára a „Thomas” sorozat (Thomas, a gőzmozdony; Thomas és barátai) epizódjainak szinkronizálása. Száznál több részben, több tucatnyi hangon szólalt meg. Gyakran szinkronizálja Colin Firth, Stanley Tucci, Nicolas Cage, Christoph Waltz, Alec Baldwin, Michael Keaton illetve John Travolta színészt.

### Magánélete
Volt élettársa Lóránt Kriszta. Fia Csankó Tamás modell.

## Színházi szerepei
- Lorenzo Da Ponte: Figaró házassága...Almaviva, gróf
- Kosztolányi Dezső-Závada Pál: Édes Anna....Vizy Kornél
- Örkény István: Tóték....Az őrnagy
- Leonard Bernstein: West Side Story....Riff
- Jókai Mór–Böhm György–Korcsmáros György: A kőszívű ember fiai....Baradlay Jenő
- Molière: Az úrhatnám polgár....Cléonte
- Friedrich Dürrenmatt: A nagy Romulus....Phosporidos
- Kisfaludy Károly: A kérők....Perföldy, ügyész
- Carlo Goldoni: Két úr szolgája....Florindo Aretusi
- Friedrich Schiller: Ármány és szerelem....Von Kalb, főudvarmester
- Marivaux: Állhatatlan szeretők....Egy úr
- Tamási Áron: Énekes madár....Bakk Lukács
- Molière: A fösvény....Valér
- Anton Pavlovics Csehov: Három nővér....Andrej
- Edmond Rostand: Cyrano de Bergerac
- Karinthy Frigyes: Lepketánc....Genius
- Gyárfás Miklós: Mennyei riport....Titkár, Bobby, Határőr, Szerzetes
- Eisemann Mihály–Baróti Géza: Bástyasétány '77....Pásztor Rudolf
- Alain Boublil–Jean-Max Rivière: A francia forradalom....Robespierre
- Victor Hugo–Kálnoky László–Blum Tamás: A király mulat (Rigoletto)....Király
- Emanuel Schikaneder–Mosonyi Alíz: Varázsfuvola....Papageno
- Edward Albee: Nem félünk a farkastól....Nick
- Molnár Ferenc: A jó tündér....Konrád
- Ion Luca Caragiale: Zűrzavaros éjszaka....Chiriac
- Osztrovszkij: Erdő....Pjotr
- Csehov: Sirály....Medvegyenko
- Euripidész: Iphigeneia Auliszban....Hírnök
- Carlo Goldoni: Mirandolina....Albafiorita gróf
- Ben Jonson: Volpone....Peregrinus
- Füst Milán: Máli néni....Horváth úr
- Martin McDonagh: A kripli....Dr. McSharry
- John-Michael Tebelak: Godspell
- Darvasi László: Störr kapitány....Bart
- Szigligeti Ede: Liliomfi....Szilvai professzor
- Jaroslav Hašek: Svejk, egy derék katona kalandjai a hátországban....Kultúrember
- Sarkadi Imre: Oszlopos Simeon....Első szállító
- Tábori György: Mein Kampf....Himmlischst
- Arthur L. Kopit: Jaj, apu, szegény apu, a szekrénybe beakasztott tégedet az anyu, s az én szívem olyan szomorú....Hotelboy
- Pataki Éva: Edith és Marlene....Matróz
- Joseph Kesselring: Arzén és levendula....Brophy rendőr
- Tömöry Márta: Csizmás Kandúr
- Misima Jukio: Komacsi a sírnál, Aoi, Elcserélt legyezők, Kantan....1. férfi, Titkár, 1. orvos
- Tennessee Williams: Amíg összeszoknak....George Haverstick
- Henrik Ibsen: Rosmersholm....Peter Mortensgaard
- Johann Wolfgang von Goethe: Clavigo....Buenco
- Boto Strauß: Az idő és a szoba....Férfi télikabátban
- Mészöly Dezső–Rónay György: Való igaz és felette csudálatos história Nimwégai Márikáról
- Aiszkhülosz–Euripidész–Szophoklész: Test-vér-harc....Eteoklész
- Békés Pál: A félőlény....Rakonc
- Eugen Eschner: Gergő király....Vince gróf
- Bertolt Brecht: Rettegés és ínség
- Calderón de la Barca: VIII. Henrik....Ezredes
- Jiří Menzel: A három megesett lány esete
- William Shakespeare: Hamlet....Claudius
- Bertolt Brecht: Koldusopera....Másik rendőr
- Erich Kästner: Emil és a detektívek
- Vajda Katalin: Anconai szerelmesek....Giovanni, a cukrász
- Dale Wasserman: La Mancha lovagja....Pedro, fő-öszvérhajcsár
- Bernard Slade: Romantikus komédia....Leo
- Bulgakov: Molière, avagy álszentek összeesküvése....Jean-Baptiste Poquelin Molière
- Reginald Rose: Tizenkét dühös ember....11. esküdt
- Shakespeare: III. Richárd....III. polgár
- Ivan Kušan: Galócza....Borisz Mozsbolt, földmérő
- Bíró Lajos: Sárga liliom....Főispán
- Frank Wedekind: Lulu....Dr. Hilti
- Gabnai Katalin: A mindenlátó királylány....János, kiskondás
- Henrik Ibsen: Solness építőmester....Herdal doktor
- Dosztojevszkij: Ördögök
- Hamvas Béla: Szilveszter....Aff Semi-Tagadon
- Edward Albee: Nem félünk a farkastól....George
- Sütő András: Egy lócsiszár virágvasárnapja....Kolhaas Mihály, lócsiszár
- Weöres Sándor: Holdbéli csónakos....Huang-Ti, kínai császár
- Calderón de la Barca: Az élet álom....Astolfo
- Bulgakov: Mester és Margarita....Behemót
- Caragiale: Farsang....Iancu Pampon
- Szomory Dezső: Hermelin....Szűcs Mihály
- Sánta Ferenc: Az ötödik pecsét....Kovács, asztalos
- Nyikolaj Erdman: Az öngyilkos....Goloscsapov
- Molnár Ferenc: A testőr....A kritikus
- Szomory Dezső: Györgyike, drága gyermek....Hübner Félix
- Olt Tamás: Minden jegy elkelt ....Molnár Ferenc / Básti Lajos
- Lionel Bart: Oliver! ....Fagin, idősödő orgazda, a tolvajiskola vezetője
- Jávori Ferenc Fegya - Miklós Tibor - Kállai István - Böhm György: Menyasszonytánc ... Herskovics Ármin
- David Seidler: A király beszéde ....Bertie, York hercege
- Heltai Jenő: A tündérlaki lányok ....A báró
- Mikszáth Kálmán]] - Závada Pál: Különös házasság ....Dőry István báró, főszolgabíró
- Agatha Christie: A vád tanúja ....Sir Wilfrid Robarts, peres ügyvéd
- Szabó Magda: Abigél ....Vitay tábornok
- Makszim Gorkij: Éjjeli menedékhely ....Mihail Ivanovics Kosztiljov
- Egressy Zoltán: Édes életek ....Gergő
- Osztrovszkij: Farkasok és bárányok ....Vukol Naumics Csugunov
- Tolsztoj: Anna Karenina ....Alekszej Alekszandrovics Karenin
- Shakespeare: Vízkereszt, vagy bánom is én ....Malvolio
- Shakespeare: A windsori víg nők ...Sir John Falstaff
- László Miklós: Illatszertár ....Hammerschmidt
- Móricz Zsigmond: Úri muri ....Szakhmáry Zoltán
- Márton Gyula: Csinibaba ....Simon bácsi, a tömbbizalmi
- Molièreː A képzelt beteg ...Argan, a képzelt beteg
- Lehár Ferenc: A víg özvegy ...Báró Zéta Mirko
- Csiky Gergely: Buborékok ...Solmay Ignác, földbirtokos
- Szerb Antal: Képtelen királyság ...Saint Germain (zsivány vezér)
- William Shakespeare: Szentivánéji álom ...Égeus
- Jeffrey Lane – David Yasbek: A riviéra vadorzói ...Lawrence Jameson
- Jókai Mór: Egy magyar nábob ...Mayer Úr
- Eisemann Mihály - K. Halász Gyula - Kellér Dezső: Fiatalság bolondság ...Lajos (segéd)

## Filmjei
| - Napló szerelmeimnek (1987) - Az álommenedzser (1992) - Visszatérés (1999) - Csocsó, avagy éljen május elseje! (2001) - A temetetlen halott (2004) - A miskolci boniésklájd (2004) - Buhera mátrix (2007) - Szabadság – Különjárat (2013) | - Nóra - Szövegek – Örkény István első 75 éve (1986) - Máli néni - Dráma a vadászaton (1987) - A hét akasztott története (1989) - Mindszenty József – Devictus Vincit (1994) - Ábel az országban (1994) - Kisváros (1995) - Kis lak áll a nagy Duna mentében (1999) - Gálvölgyi Show (2007) - Csak színház és más semmi (2016–2019) |

### Narrátori közreműködés magyar dokumentumfilmekben
- Aliszka (2009)
- Vad Balaton (2017)

## Szinkronszerepei
- Odüsszeusz: Eurümakhosz - [Eric Roberts]
- 007 - Halálvágta: Max Zorin - Christopher Walken
- A bárányok hallgatnak: Pilcher - Paul Lazar
- A csodabogár: George Malley - John Travolta
- A Da Vinci-kód: Aringarosa püspök - Alfred Molina
- A dzsentlemanus: Thomas Jefferson Johnson  - Eddie Murphy
- A fehér lovag: Daniel Kipchoge - Kelly Tainton
- A felejtés bére: James „Jimmy” Rethrick - Aaron Eckhart
- A fiók: Rudy Mackenzie - Daniel Craig
- A fogadalom: Zé do Burro - José Mayer
- A haza: Paul Simon - Michael Lesch
- A hercegnő: Charles Fox - Simon McBurney
- A Karib-tenger kalózai: A világ végén: Lord Cutler Beckett - Tom Hollander
- A Karib-tenger kalózai: Holtak kincse: Lord Cutler Beckett - Tom Hollander
- A Klinika: Dr. Alexander Vollmers - Christian Kohlund
- A közvetítő, tévésorozat: Bastier - Roch Leibovici
- A pálya csúcsán: Gus Sinski - John C. Reilly
- A panamai szabó: Harold „Harry” Pendel - Geoffrey Rush
- A professzor: Robert Burns professzor - Steven Seagal
- A Silla királyság ékköve: Seol Ji - Jung Ho Geun
- Asterix – Az istenek otthona: Centurio - Alexandre Astier
- A Szmokinger: Dietrich Banning - Ritchie Coster
- Aludj csak, én álmodom: Peter Callaghan - Peter Gallagher
- Az alapító: Ray Kroc - Michael Keaton
- Az elit alakulat: Frederick T. „Moose” Heyliger - Stephen McCole
- Az élet szép: Rodolfo - Amerigo Fontani
- Az utolsó skót király: Nigel Stone - Simon McBurney
- Azok a 70-es évek show: Red Forman - Kurtwood Smith
- Ál/Arc: Sean Archer/Castor Troy - John Travolta
- Batman: Kezdődik!: Ra's Al Ghul - Ken Watanabe
- Becstelen brigantyk: Hans Landa ezredes - Christoph Waltz
- Bébi úr: Bébi úr - Alec Baldwin
- Bérgyilkosok viadala: Powers - Liam Cunningham
- Calcium kölyök: Sebastian Gore-Brown - Mark Heap
- Charlie angyalai: Charles Townsend - John Forsythe
- Chicago Hope: Dr. Jack McNeil - Mark Harmon
- CSI: New York-i helyszínelők: Det. Mac Taylor - Gary Sinise
- Dallas: Robert „Bobby” Ewing - Patrick Duffy
- Deadwood: Al Swearengen - Ian McShane
- Deltora Quest: Barda - Yara Yuusaku (japán), Tom Edwards (angol)
- Egy becsületbeli ügy: Capt. Whitaker - Xander Berkeley
- Egy gésa emlékiratai: Ivamura Ken/Elnök - Ken Watanabe
- Egyről a kettőre: Frank Lambert - Patrick Duffy
- Erdészház Falkenauban: Martin Rombach - Christian Wolff
- Éjszaka a múzeumban: Dr. McPhee - Ricky Gervais
- És a zenekar játszik tovább…: Dr. Jim Curran - Saul Rubinek
- Family Guy - Patrick Duffy (2.évad 3.rész)
- Férfias játékok: Sean Miller - Sean Bean
- Fogd a nőt és fuss: Phil Golden - Paul Reiser
- Folytassa, Emmanuelle: Harold Hump - Henry McGee
- Frida: Nelson Rockefeller - Edward Norton
- Gyilkos számok: Don Eppes - Rob Morrow
- Halálos fegyver: Mr. Joshua - Gary Busey
- Halálos nyugalom: Hughie Warriner - Billy Zane
- Harry Potter és a Titkok Kamrája: Gilderoy Lockhart - Kenneth Branagh
- Háború a Földön: Terl - John Travolta
- Hármastársak: Bill Henrickson - Bill Paxton
- Horrorra akadva 2.: Dwight Hartman - David Cross
- Hupikék Törpikék: Hókuszpók - Hank Azaria
- Igazából szerelem: Jamie - Colin Firth
- Itália csókja: Signor Bonizzoni - Carlo Cartier
- Jeannie, a háziszellem: Anthony Nelson - Larry Hagman
- Jelenések: Dr. Richard Massey - Bill Pullman
- John Rambo: Lewis - Graham McTavish
- Jó reggelt, Vietnam!: Mr. Sloan, az angoltanár - Mark Johnson
- Kedvencek temetője: Louis Creed - Dale Midkiff
- Késő bosszú: Frankie Delano - Sylvester Stallone
- Ki a főnök?: Anthony Morton „Tony” Micelli - Tony Danza
- Ki vagy, doki? (A másik Doktor): Jackson Lake - David Morrissey
- King Kong: Bruce Baxter - Kyle Chandler
- Kingsman: A titkos szolgálat: Harry Hart (Galahad) - Colin Firth
- Különleges ügyosztály - Párizs: Revel - Vincent Pérez
- L’ecsó: Talon LaBarthe - Teddy Newton
- Lépéselőnyben: Nathan Ford - Timothy Hutton
- Mamma Mia: Harry „Hős Bika” Bright - Colin Firth
- Megaagy: Megaagy - Will Ferrell
- Megveszem ezt a nőt: Oscar - Miguel Ángel Ferriz
- Micsoda nő!: Albertson detektív - Hank Azaria
- Míg a jackpot el nem választ: Jack Fuller Sr. - Treat Williams
- Mystery Men – Különleges hősök: Amazing kapitány - Greg Kinnear
- Nagy durranás: „Mailman” Farnham - Ryan Stiles és Lawrence Lipps - Pat Proft
- Nürnberg: Robert H. Jackson - Alec Baldwin
- Örök lányok: Raymond Kingsley - Robin Thomas
- Ő a megoldás: Vasquez - Jason Jones
- Piedone Afrikában: Spiros - Werner Pochat
- Pókember: Irány a Pókverzum! : Wilson Fisk / Vezér - Liev Schreiber
- Pimaszok, avagy kamaszba nem üt a mennykő: Paul Hennessy - John Ritter
- Ragyogj!: David felnőttként - Geoffrey Rush
- Rob Roy : Robert Roy MacGregor - Liam Neeson
- Rockhajó: Sir Alistair Dormandy - Kenneth Branagh
- Sabrina: David Larrabee - Greg Kinnear
- Selyem: Hara Jubei - Kôji Yakusho
- Shaft: Walter Wade, Jr. - Christian Bale
- Sikoly a sötétben: Michael Chamberlain - Sam Neill
- Skippy kalandjai: Dave - Joss McWilliam
- Spech tanár úr: Werner Rösler - Heinz Hoenig
- Sportakadémia: Julien - Arsène Jiroyan
- Stranger Things: Dr. Sam Owens - Paul Reiser
- Street Time - Harcos utcák: James Liberti - Scott Cohen
- Szeánsz Velencében: Hercule Poirot - Kenneth Branagh
- Szenilla nyomában: Charlie – Eugene Levy (2017)
- Szerelmes Shakespeare: Richard Burbage - Martin Clunes
- Szex és New York: Jack Berger - Ron Livingston
- Szívtipró gimi: Phil North - Peter Phelps
- Szörnyek az űrlények ellen: Gallaxhar - Rainn Wilson[7]
- Sztálingrád: Hans von Witzland - Thomas Kretschmann
- Született feleségek: Carlos Solis - Ricardo Chavira
- Top Gun: Bill „Cougar” Cortell - John Stockwell
- Tudorok: Henry Howard - David O’Hara
- The Walking Dead: Negan - Jeffrey Dean Morgan
- Thomas és Barátai: A mesélő (4 - 20. évad)
- Túl a sövényen: Verne, a teknős -	Garry Shandling
- Újraszámlálás: Ron Klain - Kevin Spacey
- Valkűr: Henning von Tresckow tábornok - Kenneth Branagh
- Válás francia módra: Antoine de Persand - Samuel Labarthe
- Verdák: Jay Limo (Jay Limo) - Jay Leno
- Villám Spencer, a karibi őrangyal: Martin „Bru” Brubaker - Chris Lemmon
- Viszontlátásra!: Anthony Alistair Wilmot „Tony” Longbridge - John Vickery
- Volt egyszer egy Mexikó: Nicholas - Julio Oscar Mechoso
- X-Men kezdetek: Farkas: William Stryker ezredes - Danny Huston
- Y akták: Peter Axon - Barclay Hope
- Állatkert a hátizsákban - Chris Kratt
- Zsivány Egyes – Egy Star Wars-történet: Orson Krennic igazgató - Ben Mendelsohn
- A menü: Julian Slowik - Ralph Fiennes
- Marvelek: Bestia (Marvel Comics)
- Susi és Tekergő (film, 1955: Jim szívem - Lee Millar
- Jegkorszak - A nagy bumm: Buck - Simon Pegg
- Ralph lezúzza a netet: MindenTud úr - Alan Tudyk
- Luca: Lorenzo Paguro - Jim Gaffigan
- Vad Buck jégkorszaki kalandjai: Vad Buck - Simon Pegg
- A rosszfiúk: Mr. Kígyó - Marc Maron

## CD-k és hangoskönyvek
- Hugh Lofting: Doktor Dolittle Afrikában
- Agatha Christie: Nyáresti borzongások
- Agatha Christie: Hercule Poirot karácsonya
- Agatha Christie: Szerelmi bűnügyek
- Agatha Christie: Adventi krimik
- Agatha Christie: Gyilkosság a paradicsomban
- Agatha Christie: Gyilkosság az Orient expresszen
- Agatha Christie: Három vak egér
- Agatha Christie: Nyaraló gyilkosok
- Agatha Christie: Tíz kicsi néger
- Walt Disney: Aladdin
- Walt Disney: Verdák
- Walt Disney: Repcsik
- Walt Disney: A dzsungel könyve
- Török Sándor: Kököjszi és Bobojsza
- Török Sándor: Kököjszi és Bobojsza újabb kalandozásai
- Lázár Ervin: Berzsián és Dideki

## Díjai, elismerései
- Jászai Mari-díj (2001)
- Radnóti-Nokia-díj (2003)
- Kisfaludy-díj (2009)
- TAPS-díj (2014)
- Kardirex-díj (2014)
- Szent István-díj (Győr város harmadik legrangosabb díja) (2016)
- Városmajori Színházi Szemle különdíja (2018)
- Szinkronikum Év Szinkronszínésze díj (2019)
- Kisalföld Év Színésze díj (2023)
- Kaszás Attila-díj (2023)[8]
- Győr Művészetéért díj (2024)